# 29 dicembre
Il 29 dicembre è il 363º giorno del calendario gregoriano (il 364º negli anni bisestili). Mancano 2 giorni alla fine dell'anno.

## Eventi
- 1170 – Tommaso Becket viene assassinato nella Cattedrale di Canterbury
- 1503 – Gli spagnoli sconfiggono i francesi nella battaglia del Garigliano
- 1813 – Guerra anglo-americana: soldati britannici danno fuoco a Buffalo
- 1845 – Il Texas viene ammesso come 28º Stato degli USA
- 1860 – Viene varata la prima corazzata britannica in grado di prendere il mare: la HMS Warrior
- 1890 – Massacro di Wounded Knee: i soldati statunitensi massacrano trecento uomini, donne e bambini della Grande Nazione Sioux a Wounded Knee (Sud Dakota)[1]
- 1891 – Thomas Edison brevetta la radio
- 1895 – Inizia il Jameson Raid guidato dal colonialista Leander Starr Jameson contro la Repubblica del Transvaal
- 1911
  - Sun Yat-sen diventa il primo presidente della Repubblica di Cina
  - La Mongolia diventa indipendente dalla Cina
- 1915 – Prima battaglia di Durazzo: la marina austriaca viene sconfitta dalla flotta combinata dell'Intesa composta dalle marine britannica, francese e italiana.
- 1921 – William Lyon Mackenzie King diventa primo ministro del Canada
- 1934
  - L'Impero giapponese rinuncia al Trattato navale di Washington del 1922 e al Trattato navale di Londra del 1930
  - Prima partita di pallacanestro universitaria al Madison Square Garden di New York, tra Università di Notre Dame e Università di New York
- 1937 – Lo Stato Libero d'Irlanda viene sostituito da un nuovo Stato chiamato Irlanda quando viene adottata la nuova Costituzione. Sebbene sia prevista la figura di un presidente, rappresentante dello stato rimane il monarca britannico. Indipendenza, quindi, di fatto ma non ancora totale sul piano formale
- 1940 – Seconda guerra mondiale: nella battaglia d'Inghilterra la Luftwaffe sgancia bombe incendiarie su Londra, provocando almeno 3.000 vittime tra i civili
- 1945 – Nelle montagne intorno a Caltagirone ha luogo la cosiddetta "battaglia di San Mauro" tra l'EVIS e le forze armate italiane
- 1949 – La KC2XAK di Bridgeport diventa la prima stazione televisiva che trasmette in UHF ad avere una programmazione giornaliera
- 1964 – Giuseppe Saragat presta giuramento come quinto presidente della Repubblica Italiana; era stato eletto il 28 dicembre con 646 voti su 963
- 1971 – Giovanni Leone presta giuramento come sesto presidente della Repubblica Italiana
- 1972 – Si conclude in Vietnam l'Operazione Linebacker II, la maggiore campagna di bombardamento attuata dall'USAF dai tempi della seconda guerra mondiale
- 1975 – Una bomba esplode all'Aeroporto Fiorello LaGuardia di New York: 11 vittime
- 1978 – In Spagna entra in vigore la nuova Costituzione approvata dalle Corti Generali
- 1989
  - Ad Hong Kong scoppiano delle rivolte dopo che il governo decide di rimpatriare con la forza i rifugiati vietnamiti
  - Václav Havel diventa presidente della Cecoslovacchia
- 1992 – Fernando Collor de Mello, presidente del Brasile, si dimette in seguito alle accuse di corruzione
- 1996 – Il governo del Guatemala e i capi dell'Unità Rivoluzionaria Nazionale Guatemalteca firmano un accordo di pace che pone fine a 36 anni di guerra civile
- 1997 – Hong Kong: a causa di un'epidemia di influenza potenzialmente mortale vengono uccisi oltre un milione di polli
- 1998 – I capi dei Khmer Rossi chiedono scusa per il genocidio in Cambogia che negli anni settanta fece oltre 1 milione di vittime
- 2006 – Il Regno Unito termina di restituire agli Stati Uniti 42.5 milioni di sterline del prestito Lend-Lease usato durante la seconda guerra mondiale
- 2013 – Michael Schumacher durante una discesa con gli sci, esce dalla pista e sbatte violentemente la testa contro una roccia a Méribel.
- 2020 – Un terremoto di magnitudo 6,4 colpisce la città croata di Petrinja, nella regione di Sisak e della Moslavina.
- 2022 – Muore il calciatore Edson Arantes do Nascimento, conosciuto con lo pseudonimo Pelé

## Nati
Ci sono circa 960 voci su persone nate il 29 dicembre; vedi la pagina Nati il 29 dicembre per un elenco descrittivo o la categoria Nati il 29 dicembre per un indice alfabetico.

## Morti
Ci sono circa 510 voci su persone morte il 29 dicembre; vedi la pagina Morti il 29 dicembre per un elenco descrittivo o la categoria Morti il 29 dicembre per un indice alfabetico.

## Feste e ricorrenze

### Civili
Nazionali:
- Mongolia – Giorno dell'indipendenza

### Religiose
Cristianesimo:
- San Tommaso Becket, vescovo e martire
- Santi Benedetta Hyon Kyong-nyon e 6 compagni, martiri
- San Davide, re e profeta
- Sant'Ebrulfo di Ouche, abate
- Santa Elisabetta Chong Chong-hye, vergine e martire
- San Liboso, vescovo e martire
- San Marcello l'Acemeta, abate
- San Martiniano di Milano, vescovo
- San Trofimo di Arles, vescovo
- Beato Enrique Juan Requena, sacerdote e martire
- Beato Francesco Ruiz, martire mercedario
- Beato Gerardo Cagnoli, religioso
- Beato Giovanni Battista Ferreres Boluda, sacerdote e martire
- Beato José Perpina Nacher, martire
- Beato Guglielmo Howard, martire
- Beato Josè Aparicio Sanz, sacerdote e martire